# Hr.Ms. Tromp (1975)

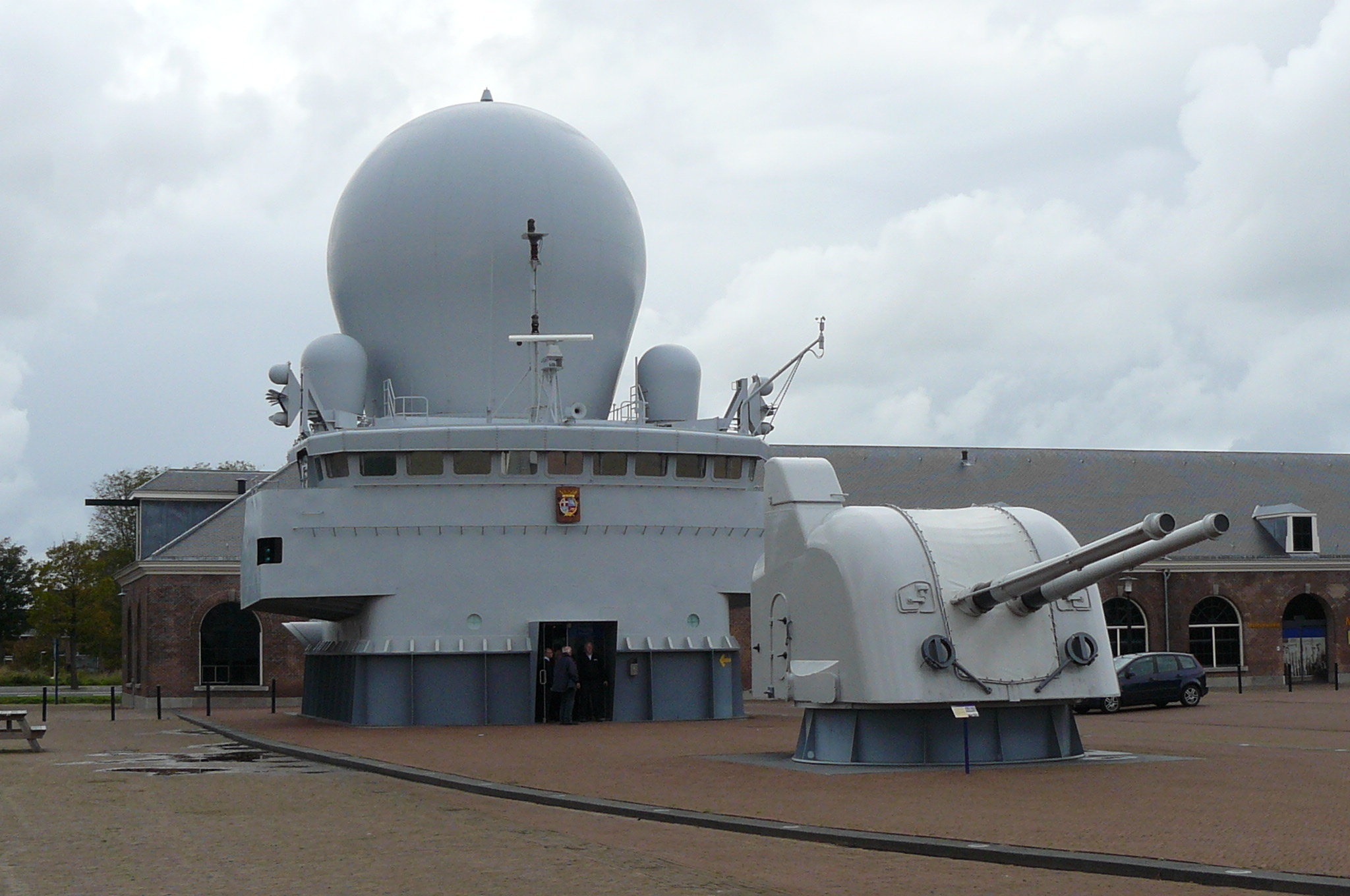
Brugdeel van De Ruyter en geschutskoepel van de Tromp

Hr.Ms. Tromp (F 801) is een voormalig fregat en de naamgever van de Trompklasse. De Tromp had één zusterschip, de De Ruijter. Deze schepen stonden bij de marine ook bekend als geleide-wapenfregatten (GW-fregat).
Het schip is vernoemd naar de 17e-eeuwse admiraals Maarten Harpertszoon Tromp en Cornelis Tromp. De Tromp was het achtste schip dat die naam voerde in de Nederlandse marine.

## Bouw
De bouw van de Tromp begon in 1971 en duurde ongeveer vier jaar. Koninklijke Maatschappij De Schelde te Vlissingen had hiervoor de opdracht gekregen. De (Bofors-)geschutkoepel op het schip, met twee 120mm-kanonnen, is afkomstig van de onderzeebootjager de Gelderland, die in 1974 uit dienst werd genomen. Beide koepels werden toen verwijderd en voor hergebruik op de fregatten gereviseerd.

## Levensloop
Gedurende een kwart eeuw waren de Tromp en de De Ruyter de gezichtsbepalende vlaggenschepen van de Nederlandse marine, niet in het minst door de opvallende radome van de radarantenne. De Tromp fungeerde het laatste jaar van zijn diensttijd als testplatform voor de SMART-L-radar ten behoeve van de fregatten van de De Zeven Provinciënklasse. Daartoe werd de lanceerinrichting voor de Standard missiles verwijderd. Het schip werd in 1999 uit de vaart genomen en vervolgens gesloopt.
Van het twee jaar later uit dienst genomen zusterschip de De Ruyter is zowel de behuizing (bol) van de driedimensionale radar als de complete brugsectie bewaard gebleven. De tentoongestelde geschutskoepel, met twee kanonnen van 12 centimeter, is van de Tromp. Deze zijn te bezichtigen in het Marinemuseum te Den Helder.

## Trivia
- Prins Willem-Alexander diende een deel van zijn diensttijd op dit fregat.